# Hammaren, Småland
Hammaren är en sjö i Tingsryds kommun i Småland och ingår i Ronnebyåns huvudavrinningsområde. Sjön har en area på 0,195 kvadratkilometer och ligger 134 meter över havet. Sjön avvattnas av vattendraget Ronnebyån.

## Delavrinningsområde
Hammaren ingår i det delavrinningsområde (628253-146304) som SMHI kallar för Inloppet i Viren. Medelhöjden är 146 meter över havet och ytan är 18,24 kvadratkilometer. Räknas de 25 avrinningsområdena uppströms in blir den ackumulerade arean 577,53 kvadratkilometer. Avrinningsområdets utflöde Ronnebyån mynnar i havet. Avrinningsområdet består mestadels av skog (83 procent). Avrinningsområdet har 0,5 kvadratkilometer vattenytor vilket ger det en sjöprocent på 2,7 procent.